# Chetogena tachinomoides
Chetogena tachinomoides är en tvåvingeart som först beskrevs av Townsend 1892.  Chetogena tachinomoides ingår i släktet Chetogena och familjen parasitflugor. Inga underarter finns listade i Catalogue of Life.